# Franz Anton Baumann
Franz Anton Baumann (auch: Ferenc Antal Paumon; * 1704 in Wien; † 28. Mai 1750 in Pécs) war ein österreichischer Kirchenmusiker und Komponist.
Baumann wirkte zehn Jahre als Kapellmeister an der Kathedrale von Belgrad, wo sein Vorgesetzter der Bischof Franz Anton Engl Graf von Wagrain war. Nachdem durch den Frieden von Belgrad 1739 die Stadt an die Türkei gefallen war, kehrte er nach Wien zurück, wo er sich als Chorsänger am Stephansdom betätigte. 1741 holte ihn der neue Bischof von Fünfkirchen (Pécs), Sigismund Berényi, als Kapellmeister an den Dom der Stadt. Überliefert sind Aufführungen eines Requiems Baumanns im Jahr 1743 sowie einer Messe eines weiteren Mitgliedes der Domkapelle, Georg Svoboda, zur gleichen Zeit. Im Jahr 1746 wurde ein Seminar gegründet, aus dem weitere Musiker der Domkapelle hervorgingen. 
Außer dem erwähnten Requiem sind von Baumann eine Messe sowie die Offertorien Eja sanati fidibus und Corpus Christi im Musikarchiv des Fünfkirchner Doms erhalten.